# قطعنامه ۲۱۶ شورای امنیت
قطعنامه ۲۱۶ شورای امنیت سازمان ملل متحد که در تاریخ ۱۲ نوامبر ۱۹۶۵ تصویب شد، سندی بین‌المللی دربارهٔ سؤال در رابطه با وضعیت در روزدیای جنوبی است. این قطعنامه طی نشست ۱۲۵۸ام
با ۱۰ موافق،۰ مخالف و۱ ممتنع تصویب شد.